# Bannetze
Bannetze ist ein Ortsteil der Gemeinde Winsen (Aller) im niedersächsischen Landkreis Celle, der an der Aller liegt. Der Ort wird von der L 180 durchquert.

## Geschichte
Urkundlich wird der Ort erstmals 1337 genannt. Die Erstbezeichnung Benetze leiten die Flurnamenforscher Paul Alpers und Friedrich Barenscheer auf diese Weise ab: „Bennedeshuse, vom Personennamen Benneid“.
Am 1. Februar 1971 wurde Bannetze in die Gemeinde Winsen (Aller) eingegliedert.

## Politik

### Ortsrat
Die Ortschaft Bannetze hatte von 1971 bis 2021 einen gemeinsamen Ortsrat mit dem Nachbarort Thören.
Bei der Kommunalwahl 2021 wurde erstmals ein eigener Ortsrat gewählt, der sich wie folgt zusammensetzt:
| Ortsrat 2021Insgesamt 5 Sitze - GfB: 4 - AfD: 1 |

### Ortsbürgermeister
Ortsbürgermeister ist Eike Lammers.

## Kultur und Sehenswürdigkeiten
- Das Allerwehr Bannetze ist die zweite Staustufe der Aller unterhalb Celle und wurde zwischen 1909 und 1912 errichtet.[4] Das alte Wehr wurde nach fast 100 Jahren durch ein modernes Schlauchwehr ersetzt. Zum Wehr gehört eine Schleusenanlage sowie eine Fischwanderhilfe.

- Das Schulhaus in Bannetze ist ein freistehendes zweigeschossiges Schulhaus mit Stallanbau, von dem 1910 ein Vorentwurf veröffentlicht wurde. Der Bau wurde 1911 von Otto Haesler ausgeführt.[5]

### Baudenkmäler
Baudenkmale in Bannetze

### Grünflächen und Naherholung
Nördlich der Ortschaft liegt das 815 ha große Naturschutzgebiet und Vogelschutzgebiet Meißendorfer Teiche mit dem Bannetzer Moor, das wegen seiner artenreichen Brutvogelwelt und als Rastgebiet für Zugvögel von gesamtstaatlicher Bedeutung ist.
Östlich von Bannetze, am gegenüberliegenden Ufer der Aller, liegt das Naturschutzgebiet „Hornbosteler Hutweide“, ein 176 ha großes Gebiet, das 2004 unter Schutz gestellt wurde. Man findet hier zum Teil noch gut erhaltene Reste der ehemals typischen Hutelandschaft. Heckrinder und seit 2009 auch Przewalski-Pferde übernehmen die Beweidung dieses Teils der Allerniederung.

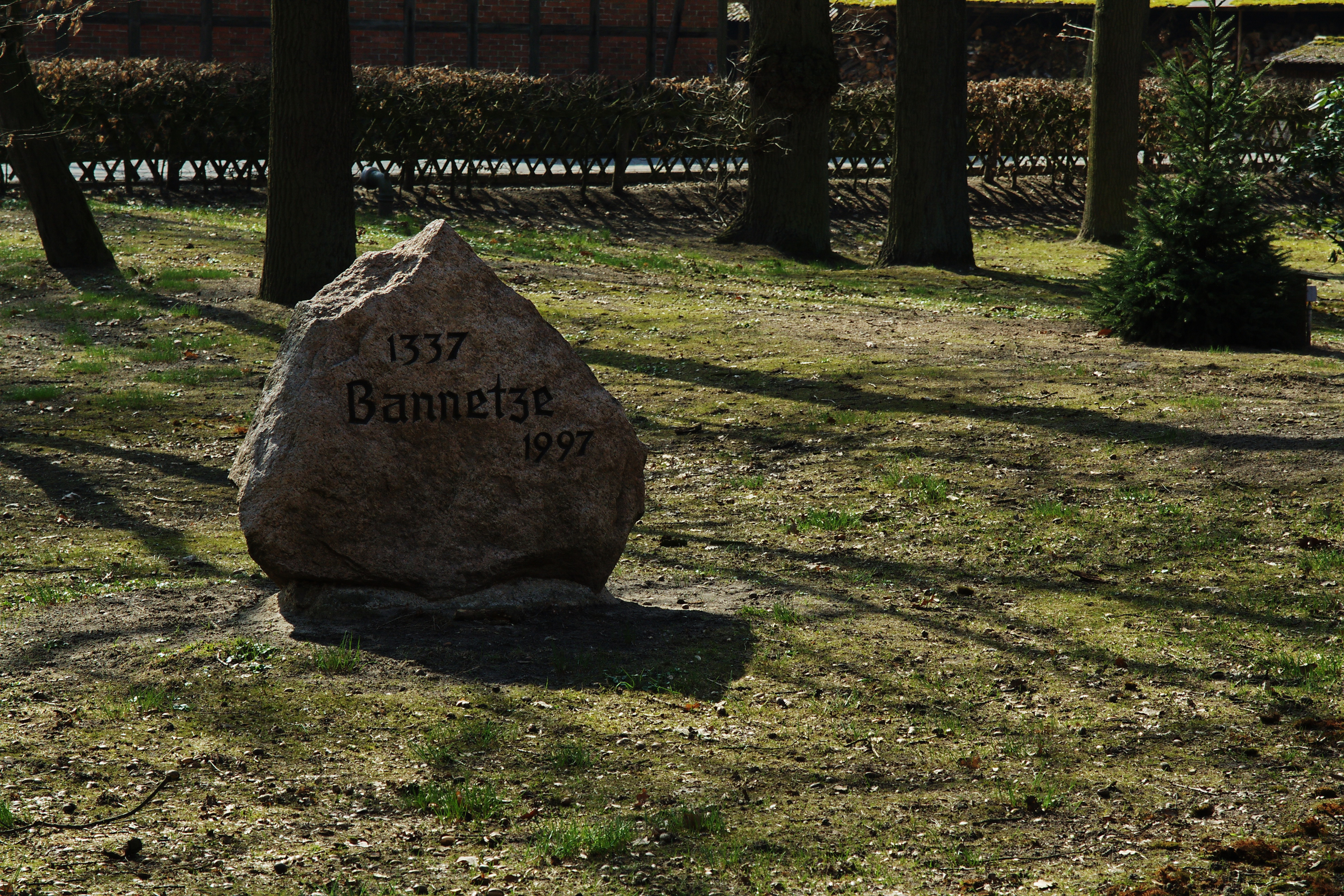
Gedenkstein
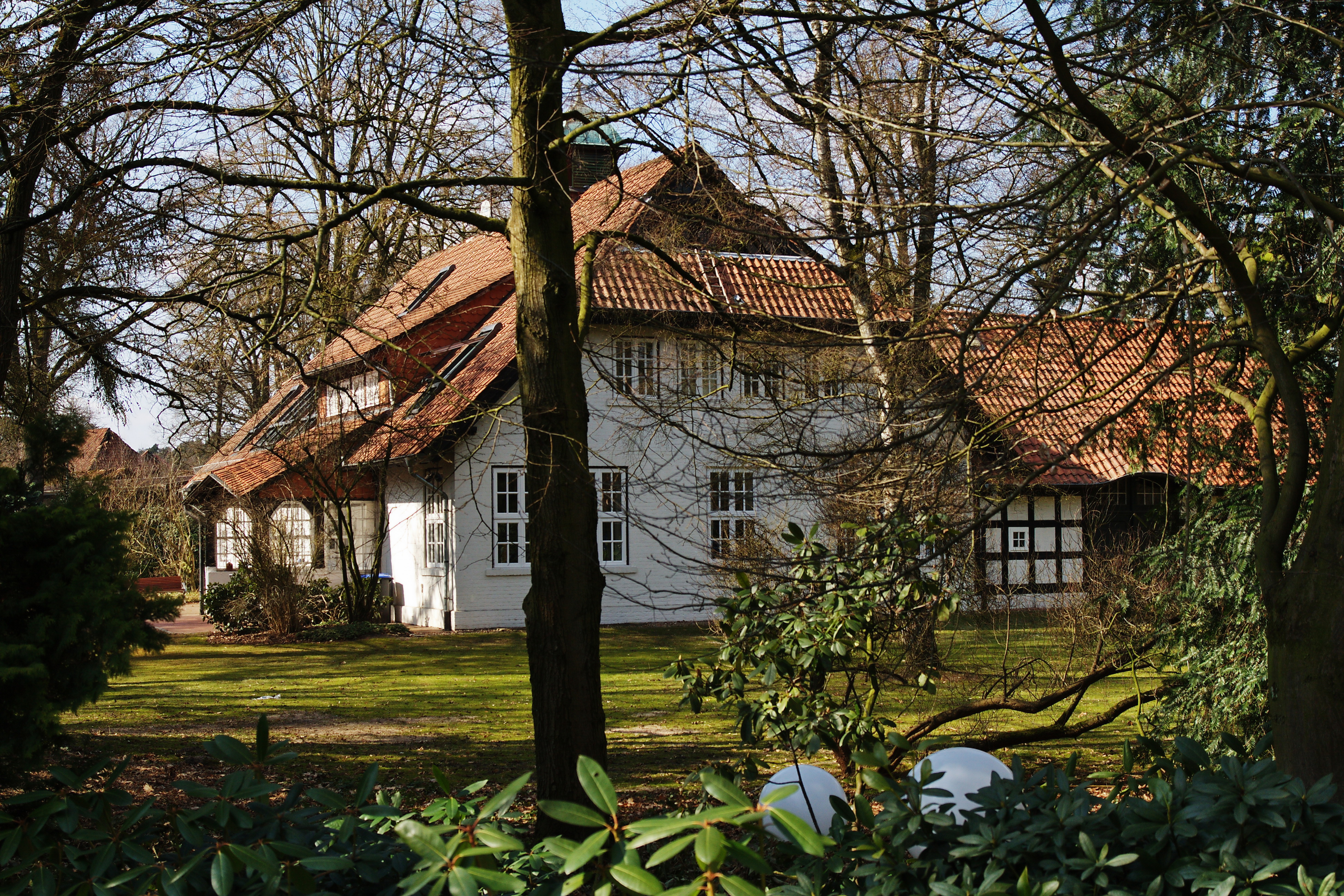
Alte Schule von Architekt Otto Haesler
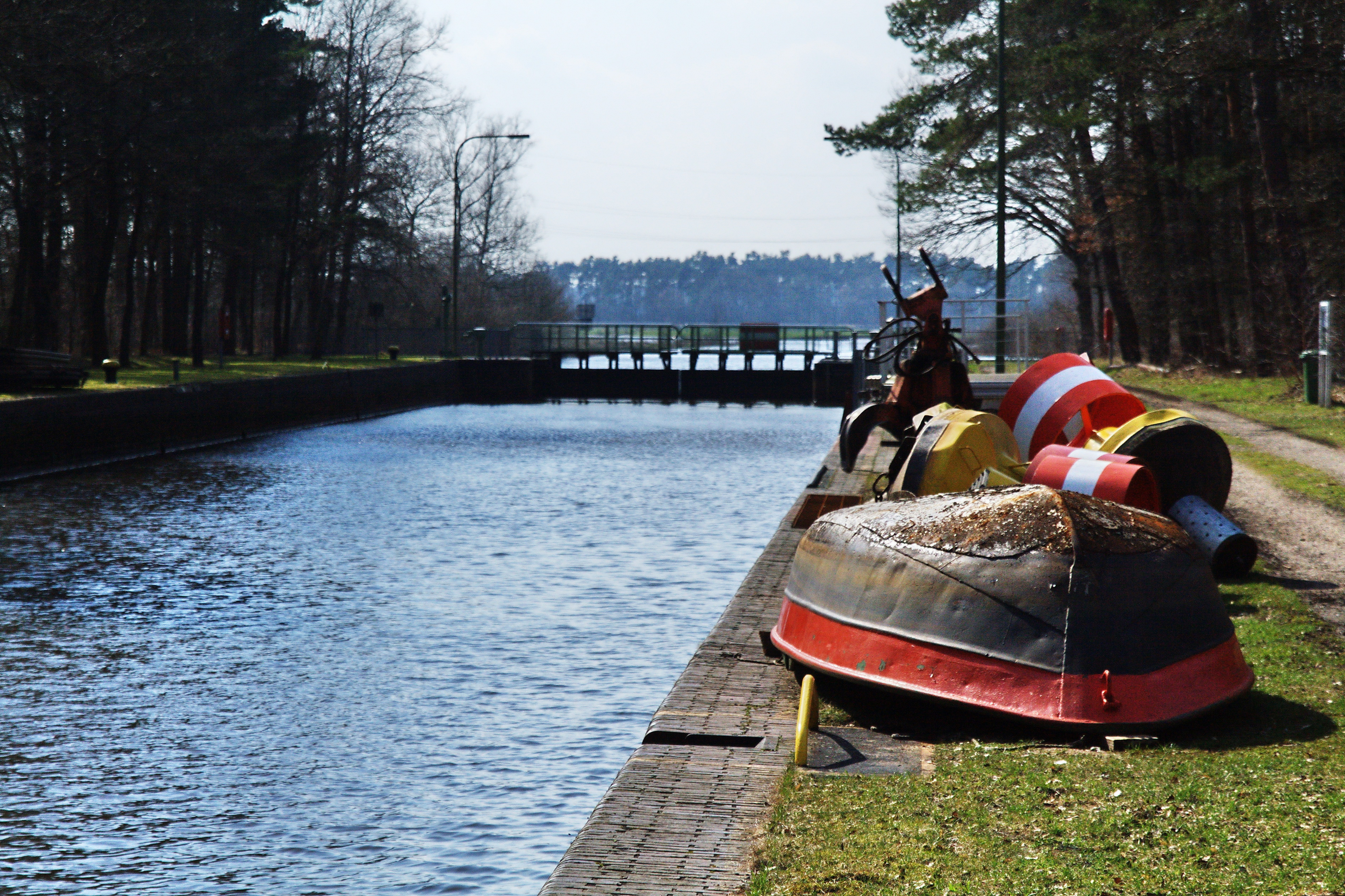
Schleuse
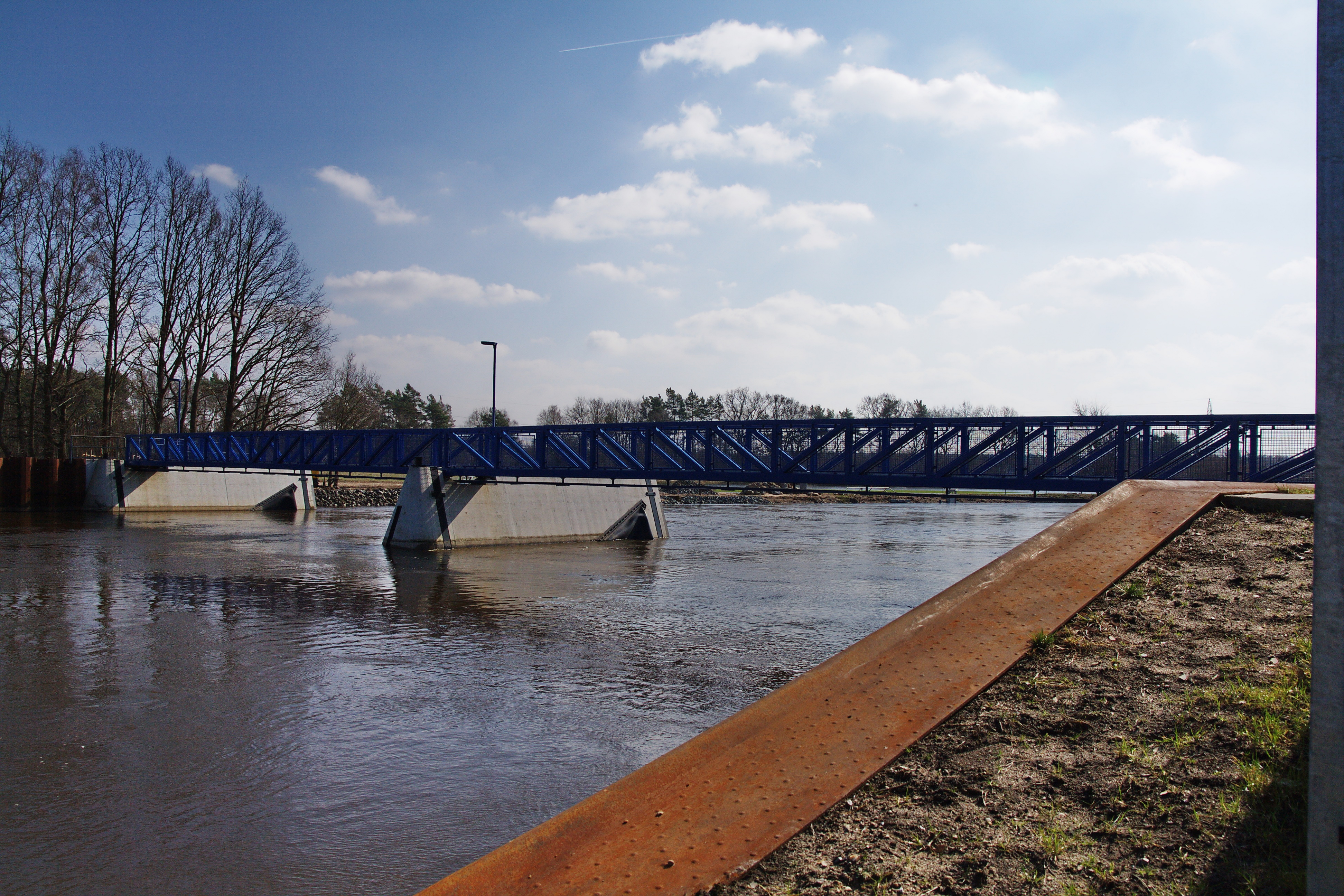
Allerwehr
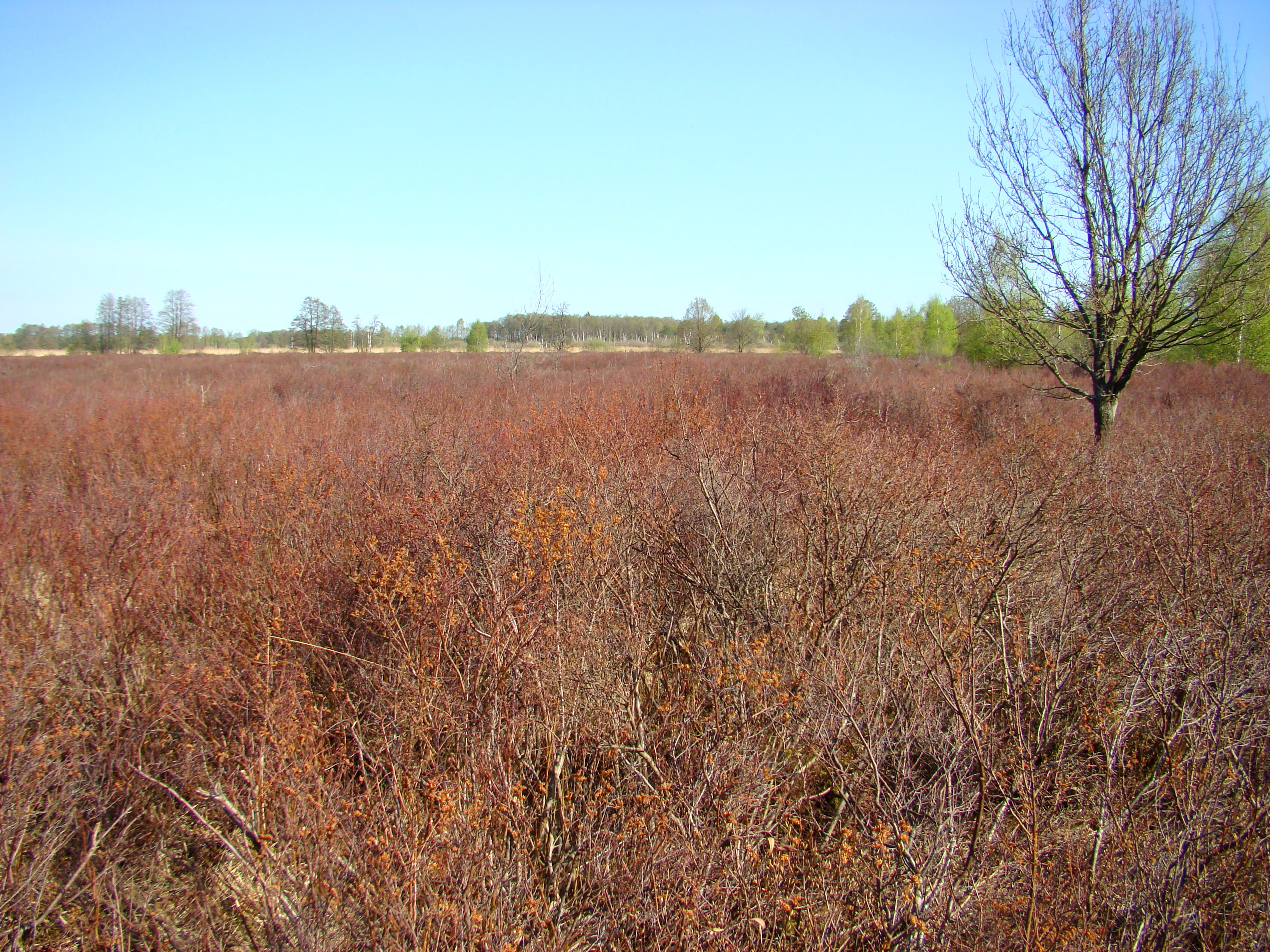
Bannetzer Moor